# Стёпка-растрёпка
«Стёпка-растрёпка» (нем. Struwwelpeter, букв. «Неряха Петер») — сборник из десяти назидательных стихотворений, написанных франкфуртским психиатром Генрихом Гофманом для своего сына в 1845 году. Сборник стал одной из первых в истории детских книжек с картинками.
Назидания в «Штрувельпетере», призванные отучить детей от вредных привычек, облечены в устрашающую, а иногда и просто кровожадную форму, напоминающую садистские стишки и «вредные советы» советского времени — «своего рода педагогический театр ужасов». Например, девочка балуется со спичками — и скоро от неё остаётся только горстка золы; маленький Каспар отказывается есть суп — и на пятый день умирает от истощения; другой мальчик сосет пальцы — их ему отсекает ножницами портной.
Сборник приобрёл огромную популярность и впоследствии стал источником многих подражаний и пародий. Художественную форму, представленную в книге, позднее обыгрывали в своих произведениях и серьёзные авторы, как, например, У. Х. Оден в «страшных» балладах Miss Gee и The Two.

## Содержание сборника
После небольшого вступления о послушных и непослушных детях следуют десять стихотворений:
- о неряхе Петере, у которого грязные руки, отросшие ногти и длинные нечесаные волосы;
- о жестоком Фридрихе, который обижал животных и людей, а когда он отстегал кнутом собаку, та сильно укусила его за ногу;
- о глупой Паулинхен, которая осталась одна дома и стала зажигать спички, не слушая предостережений со стороны двух домашних кошек, и в итоге сгорела;
- о трёх мальчишках-проказниках, которые дразнили чёрного мавра, за что пожилой Николас окунул их в чернильницу, так что они стали ещё чернее;
- об охотнике на зайцев, который уснул, а зайчиха взяла его очки и ружьё и погналась за охотником, так что тот свалился в колодец;
- о Конраде, который любил сосать палец, несмотря на замечания мамы, и когда он в очередной раз ослушался, пришёл портной с ножницами и отрезал ему два больших пальца;
- о Каспаре, который всегда хорошо ел, а потом стал отказываться от супа и на пятый день помер;
- о неугомонном Филипе, который вертелся и качался на стуле за обедом, так что упал и стянул на себя скатерть со всеми блюдами;
- о Гансе, который всегда шёл из школы, глядя на небо, так что в итоге свалился в реку и весь промок;
- о Роберте, который пошёл гулять в непогоду, взяв зонт, а поднявшийся ветер унёс его так далеко, что больше его никто не видел.

## Переводы
В России первый перевод книги вышел в 1849 году без указания издателя, а затем в 1857 году переиздан в издательстве М. Вольфа и до 1917 года выдержал множество изданий. Автор перевода неизвестен; иногда перевод приписывался Д. Минаеву, что крайне недостоверно, учитывая его возраст. Иллюстрации были изменены, художники — Е. В. Гогенфельден и Л. Бонштедт. Книга издавалась большими тиражами, в том числе издательством Сытина.
В русском переводе немецкие имена большинства детей были изменены на русские — так, неряха Петер стал «Стёпкой-растрёпкой», игравшая со спичками Паулинхен — Катенькой, Ганс-ротозей — Андреем, а злой Фридрих — Федей, однако не хотевший есть Каспар в русском переводе стал Фрицем.
Александр Бенуа в книге мемуаров обстоятельно описывает свои впечатления от этой книжки, которая, по его словам, «забракована специалистами в качестве антипедагогической». Самуил Маршак в своей статье «Воспитание словом» приводит русский текст «Стёпки-растрёпки», сравнивая его со стихотворением Алексея Плещеева «Птичка» и делает вывод: «Автор „Стёпки-растрёпки“ и его русский переводчик лучше знали детей, чем хрестоматийный Плещеев. Не знаю, удалось ли Плещееву разжалобить своими стихами о бедняке и птичке хоть одного ребёнка, но я совершенно уверен в том, что автор и переводчик „Стёпки-растрёпки“ добились своей цели — распотешили покупателя вовсю. Добились они этого подходящим сюжетом, бойким ритмом, живой интонацией».
После 1917 года книга почти сто лет не переиздавалась, за исключением некоторых стихов.

На русский «Штрувельпетера» переводила также Раиса Кудашева, на английский — Марк Твен.

## Память
Во Франкфурте-на-Майне имеются музеи как самого произведения, так и его автора. Кроме того, в центре города стоит памятник незадачливым героям «Штрувельпетера».